# Etapa do Rio de Janeiro da Stock Car Brasil de 2006
A Etapa do Rio de Janeiro de 2006 foi a décima primeira corrida da temporada de 2006 da Stock Car Brasil. O vencedor foi Tarso Marques.

## Corrida
| Pos | Nº | Piloto               | Equipe               | Voltas | Tempo/Aband. | Grid | Pontos |
| --- | -- | -------------------- | -------------------- | ------ | ------------ | ---- | ------ |
| 1   |    | Tarso Marques        | Terra/Avallone       | 32     | 50min24s128  |      | 25     |
| 2   |    | Antonio Jorge Neto   | RC Competições       | 32     | + 0s608      |      | 20     |
| 3   |    | Hoover Orsi          | Nasr Castroneves     | 32     | + 9s900      |      | 16     |
| 4   |    | Ingo Hoffmann        | AMG                  | 32     | + 10s736     |      | 14     |
| 5   |    | Pedro Gomes          | Vogel Motorsport     | 32     | + 19s819     |      | 12     |
| 6   |    | Alceu Feldmann       | Boettger Competições | 32     | + 21s693     |      | 10     |
| 7   |    | Christian Fittipaldi | Bassani Racing       | 32     | + 22s257     |      | 9      |
| 8   |    | Giuliano Losacco     | Medley               | 32     | + 23s433     |      | 8      |
| 9   |    | Felipe Maluhy        | Terra/Avallone       | 32     | + 23s757     |      | 7      |
| 10  |    | Rodrigo Sperafico    | JF Racing            | 32     | + 23s998     |      | 6      |
| 11  |    | Diogo Pachenki       | Powertech            | 32     | + 34s760     |      | 5      |
| 12  |    | Ricardo Maurício     | Katalogo Racing      | 32     | + 35s298     |      | 4      |
| 13  |    | Cacá Bueno           | RC Competições       | 32     | + 43s314     |      | 3      |
| 14  |    | Claudio Capparelli   | Tekprom              | 32     | + 44s598     |      | 2      |
| 15  |    | Ruben Carrapatoso    | Katalogo Racing      | 32     | + 52s135     |      | 1      |